# Diga di Kılıçkaya
La diga di Kılıçkaya è una diga della Turchia. Si trova nella provincia di Sivas.